# Sissal
Sissal, artistnamn för Sissal Jóhanna Norðberg Niclasen, född 1995 i Tórshavn, Färöarna, är en färöisk sångare. Hon representerade Danmark i Eurovision Song Contest 2025 med låten "Hallucination" som slutade på 23:e plats i finalen.